# Madrigal Anima
Madrigal Anima é um coro do tipo universitário do Brasil e faz parte da Universidade do Sagrado Coração, na cidade de Bauru, São Paulo.

## O Coro
O Madrigal Anima iniciou suas atividades em 1991, com um grupo pequeno de alunos universitários e alguns membros da comunidade, sob a regência do professor Irandi Fernando Daroz, com o objetivo de cultivar o repertório vocal à capella, dando ênfase às canções dos séculos XV e XVI.
De 1996 a 2002, Marcos Virmond esteve à frente deste grupo vocal possibilitando apresentações com a Orquestra de Câmara da Universidade do Sagrado Coração - OCUSC. Neste período, o Madrigal Anima apresentou-se muitas vezes e pôde acrescentar ao repertório, devido a sua formação camerística e seu timbre peculiar, algumas obras de grande porte como o Glória de Vivaldi e o Messias de Händel, além de motetos de Mozart e Bach.
Em 2003, com o mesmo objetivo, o madrigal teve novamente o professor Irandi Fernando Daroz na regência que, além de apresentar repertório vocal a capella, continua fazendo parte da Orquestra de Câmara. Em 2005, junto à OCUSC, o Madrigal Anima executou a obra Réquiem, de Gabriel Fauré e, em 2006, a majestosa Missa da Coroação, de Mozart, com o acompanhamento da pianista Rosa Maria Tolón. 
Em 2007, o tenor Alexandre Rodrigo Schwingel assume a regência do coro e realizam um concerto em Santo Antonio da Platina, Paraná.
Em maio de 2009, o coro participa do Encontro de Coros do Sesi. No mesmo ano o coro encerra suas atividades.